# Slowaaks voetballer van het jaar
De Slowaaks voetballer van het jaar is een voetbalprijs die sinds de onafhankelijkheid van Slowakije in 1993 wordt uitgereikt in het Midden-Europese land. De organisatie van de jaarlijkse uitverkiezing is in handen van het dagblad Pravda.

## Winnaars
| Jaar | Slowaaks voetballer van het jaar | Slowaaks voetballer van het jaar |
| Jaar | Winnaar                          | Club(s)                          |
| ---- | -------------------------------- | -------------------------------- |
| 1993 | Peter Dubovský                   | Slovan Bratislava en Real Madrid |
| 1994 | Vladimír Kinder                  | ŠK Slovan Bratislava             |
| 1995 | Dušan Tittel                     | ŠK Slovan Bratislava             |
| 1996 | Dušan Tittel                     | ŠK Slovan Bratislava             |
| 1997 | Dušan Tittel                     | ŠK Slovan Bratislava             |
| 1998 | Jozef Majoroš                    | ŠK Slovan Bratislava             |
| 1999 | Vladimír Labant                  | Slavia Praag en Sparta Praag     |
| 2000 | Szilárd Németh                   | FK Inter Bratislava              |
| 2001 | Ľubomír Moravčík                 | Celtic FC                        |
| 2002 | Miroslav Karhan                  | VfL Wolfsburg                    |
| 2003 | Vladimír Janočko                 | Austria Wien                     |
| 2004 | Marek Mintál                     | 1. FC Nürnberg                   |
| 2005 | Marek Mintál                     | 1. FC Nürnberg                   |
| 2006 | Róbert Vittek                    | 1. FC Nürnberg                   |
| 2007 | Martin Škrtel                    | FK Zenit Sint-Petersburg         |
| 2008 | Martin Škrtel                    | Liverpool FC                     |
| 2009 | Marek Hamšík                     | SSC Napoli                       |
| 2010 | Marek Hamšík                     | SSC Napoli                       |
| 2011 | Martin Škrtel                    | Liverpool FC                     |
| 2012 | Martin Škrtel                    | Liverpool FC                     |
| 2013 | Marek Hamšík                     | SSC Napoli                       |
| 2014 | Marek Hamšík                     | SSC Napoli                       |
| 2015 | Marek Hamšík                     | SSC Napoli                       |
| 2016 | Marek Hamšík                     | SSC Napoli                       |
| 2017 | Marek Hamšík                     | SSC Napoli                       |
| 2018 | Marek Hamšík                     | SSC Napoli                       |
| 2019 | Milan Škriniar                   | Internazionale                   |
| 2020 | n.n.b.                           | n.n.b.                           |

Azerbeidzjan · België (HLN · PL) · Bosnië-Herzegovina · Bulgarije · Denemarken · Duitsland · Engeland (PFA · FWA) · Estland · Finland · Frankrijk (FF · UNFP) · Georgië · Gibraltar · Griekenland · Hongarije · Ierland · Israël · Italië · Kazachstan · Kosovo · Kroatië · Letland · Liechtenstein · Litouwen · Luxemburg · Malta · Moldavië · Nederland · Noord-Macedonië · Noorwegen · Oekraïne · Oostenrijk · Polen · Portugal (CNID · PGB) · Roemenië · Rusland ("Futbol" · "Sport-Express") · Schotland (SPFA · SFWA) · Servië · Slowakije · Sovjet-Unie · Spanje (TADS · PDB · LFP) · Tsjechië (ČMFS · KSN) · Wit-Rusland · Zweden · Zwitserland